# Yuliya Voitova
Yuliya Voitova –en ucraniano, Юлія Войтова– (30 de julio de 1978) es una deportista ucraniana que compitió en lucha libre. Ganó dos medallas en el Campeonato Europeo de Lucha, plata en 1999 y bronce en 1996.

## Palmarés internacional
| Campeonato Europeo | Campeonato Europeo | Campeonato Europeo | Campeonato Europeo |
| Año                | Lugar              | Medalla            | Categoría          |
| ------------------ | ------------------ | ------------------ | ------------------ |
| 1996               | Oslo (Noruega)     | Medalla de bronce  | 44 kg              |
| 1999               | Götzis (Austria)   | Medalla de plata   | 46 kg              |